# 15. kolovoza
15. kolovoza (15. 8.) 227. je dan godine po gregorijanskom kalendaru (228. u prijestupnoj godini).
Do kraja godine ima još 138 dana.

## Događaji
- 1057. – Ubijen škotski kralj Macbeth, koji je 17 godina ranije osvojio prijesto ubivši tadašnjeg škotskog kralja Duncana
- 1571. – Turci su pokušali zauzeti grad Korčulu, krenuvši na nju s dvadeset velikih brodova. Iznenadni udar nevremena ali i uspješna korčulanska obrana,[1] odagnala je Turke od napada, prisilivši ih na bijeg te su produžili prema Hvaru, koji napadaju i pustoše.[2]
- 1815. – Sv. Gašpar del Bufalo utemeljio Družbu Misionara Krvi Kristove.
- 1834. – Britanski parlament usvojio Zakon o kolonizaciji Južne Australije
- 1881. – car Franjo Josip I. ukinuo Vojnu krajinu i vratio je pod vlast hrvatskog bana i Sabora.
- 1914. – Za promet je otvoren Panamski kanal
- 1918. – SAD su prekinule diplomatske odnose s Rusijom, nakon uspostavljanja boljševičke vlasti
- 1945. – Drugi svjetski rat: Predao se Japan
- 1947. – Indija se osamostalila od Velike Britanije
- 1960. – proglašena je nezavisnost afričke države Kongo-Brazzaville, koji je od 1886. bio francuska kolonija pod nazivom Srednji Kongo.
- 1969. – Otvoren glazbeni festival "Woodstock"

| - 1542. – Akbar Veliki, jedan od najvećih indijskih (Mogulskih) vladara († 1605.) - 1575. – Bartol Kašić, hrvatski pisac i jezikoslovac († 1650.) - 1769. – Napoleon I. Bonaparte, francuski vojskovođa, državnik i car († 1821.) - 1771. – Walter Scott, škotski književnik († 1832.) - 1772. – Johann Nepomuk Mälzel, njemački izumitelj († 1838.) - 1883. – Ivan Meštrović, hrvatski kipar i arhitekt († 1962.) - 1888. – Thomas Edward Lawrence – engleski arheolog i književnik († 1935.) - 1896. – Gerty Theresa Cori, američka biokemičarka i nobelovka († 1957.) - 1949. – Josip Friščić, hrvatski političar († 2016.) - 1954. – Stieg Larsson, švedski književnik i novinar († 2004.) - 1962. – Vanja Matujec, hrvatska glumica - 1972. – Ben Affleck, američki glumac - 1978. – Lilija Podkopajeva, ukrajinska gimnastičarka | - 1568. – Stanislav Kostka, poljski svetac (* 1550.) - 1936. – Grazia Deledda, talijanska književnica (* 1871.) - 1959. – Pavel Golia, slovenski pjesnik i dramatičar (* 1887.) - 1975. – Sheikh Mujibur Rahman, bangladeški političar (* 1920.) - 1978. – Leo Lemešić, hrvatski nogometaš i sportski djelatnik (* 1908.) - 1982. – Axel Hugo Theodor Theorell, švedski znanstvenik i nobelovac (* 1903.) - 1990. – Viktor Coj, ruski pjevač i glumac (* 1962.) - 1996. – Sven Lasta, hrvatski glumac (* 1925.) - 2000. – Ena Begović, hrvatska glumica (* 1960.) - 2008. – Tomislav Pinter, filmski stvaratelj, direktor fotografije mnogobrojnih igranih filmova (* 1926.) |

## Blagdani i spomendani
- Dan grada Oroslavja
- Dan grada Sinja
- blagdan Velike Gospe (katoličanstvo)